# Станко Михайлов
Станко Михайлов е български писател, поет, актьор, сценарист, режисьор, театровед, народен представител в XXXIX народно събрание.

## Биография и творчество
Станко Михайлов е роден на 3 април 1931 г. в Бургас, Царство България.
Работи в Бургас като пом.-началник на митнически отдел и завеждащ отдел в „Деспред“ към Министерството на външната търговия, окръжен творчески секретар на културните дейци, областен старши методист-театровед и завеждащ „Театрална секция“ в Окръжния отдел „Просвета и култура“, окръжен председател на културно-военно шефската комисия към МНО, окръжен председател на секция „Тенис на маса“, председател на комисията по изучаване историческото минало на Бургас и окръга, окръжен кореспондент на вестниците „Народна култура“, „Литературен фронт“, „ДОСО“, „Черноморски фар“, на списанията „Театър“, „Естрада“, „Художествена самодейност“ и други.
След одобрен сценарий за игрален филм на Първия национален конкурс за киносценарии през 1957 г. и преместването му в София в края на 1962 г., до пенсионирането му през 1991 г., работи в „Българска кинематография“ и „Българска телевизия“ като асистент режисьор, актьор, сценарист, режисьор. Има заснети като режисьор по свои сценарии около трийсет научнопопулярни и художествено-документални филма, игрални новели, сатирични кинофокуси. Сред по-значимите и наградени са „Аспаруховци“, „Хайде, хаирлия да е“, „Синове Божии“, „Два живота в полет“, „Обичам те, живот“ (документална новела за поета Дамян Дамянов), четирисерийния телевизионен филм „Спасете децата“ и други.
Автор е на около трийсет книги: „В строя“ и „Застинали сълзи“ – стихове, романите „Депресия“, „Солени очи“, „Мъжки грехове“, „Криволици“, „Плачи, приятелю“ (за поета Дамян Дамянов), „Под просешките дрехи“, „Небе за добро“, „Окото на мъжа“, „Пустинна самота“ и други, както и пътеписите за САЩ „Сбогом, илюзии“ и „Отвъд океана“, театралните пиеси „43-мата“, „Първите“, „Пустите клисурци“, „Тотоман“; биографии на видни наши и чуждестранни исторически личности, сред които двутомникът „Цар Симеон II“, „Княгиня Мария Луиза“ (в съавторство с Диана Димих) и други.
Превеждан в чужбина и носител на наши и чужди литературни и филмови награди. Само при излъчването на филма му „Родени за мъжество“ в СССР според статистиката за гледаемост, и то в едно филмово време, творбата е била гледана от 43 милиона зрители. Бурният интерес към филма е предизвикан от киноразказа за трагичната съдба на международна група от двайсет и едно деца на световноизвестни личности, обявени за убити и безследно изчезнали в пламъците на Втората световна война – жертви на хитлеризма и сталинизма. След като ги търси и открива в продължение на трийсет и три години, с пряката помощ на писателката Диана Димих, бившия министър на културата Георги Йорданов и председателя на БЧК д-р Кирил Игнатов, Станко Михайлов създава своята филмова телевизионна поредица. На същата тема заедно с Диана Димих издават четири документални тома „Спасените“ от 1300 страници. Върху тази книга Китай снима игралния филм „Червената вишна“, спечелил първа награда за женска роля на Националния филмов фестивал в Шанхай.

## Филмография
- Един миг свобода, 2 новели (1969) - затворникът Станко (в 1-ва: „Старецът“)
- Морето (1967) – колегата на Тони